# Funzione inversa

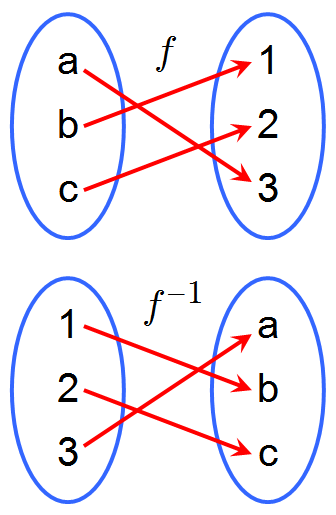
manda 3 in a poiché f manda a in 3

In matematica, una funzione {\displaystyle f\colon X\to Y} si dice invertibile se esiste una funzione {\displaystyle g\colon Y\to X} tale che:
{\displaystyle g(f(x))=x,\quad } per ogni {\displaystyle x\in X;}
{\displaystyle f(g(y))=y,\quad } per ogni {\displaystyle y\in Y;}
o più brevemente:
{\displaystyle g\circ f={\text{id}}_{X};}
{\displaystyle f\circ g={\text{id}}_{Y};}
dove {\displaystyle f\circ g} indica la funzione composta e {\displaystyle {\text{id}}_{S}} indica la funzione identità su {\displaystyle S}.
Se {\displaystyle f} è invertibile, allora la funzione {\displaystyle g} della definizione è unica; quest'unica funzione {\displaystyle g} è detta funzione inversa di {\displaystyle f} e viene indicata con {\displaystyle f^{-1}} (coerentemente con la notazione per l'elemento inverso rispetto alla composizione).

## Iniettività e suriettività
Se una funzione è invertibile, allora è biiettiva, ovvero è sia iniettiva che suriettiva. Infatti, con le notazioni di cui sopra
- se {\displaystyle x_{1},x_{2}\in X} e {\displaystyle f(x_{1})=f(x_{2})}, allora {\displaystyle x_{1}=g(f(x_{1}))=g(f(x_{2}))=x_{2}}, dunque {\displaystyle f} è iniettiva;
- se {\displaystyle y\in Y}, allora {\displaystyle y=f(g(y))}, dunque {\displaystyle f} è suriettiva.

Viceversa, se {\displaystyle f} è una biiezione, allora possiamo definirne un'inversa {\displaystyle g}, stipulando che {\displaystyle g(y)} sia quell'unico elemento {\displaystyle x\in X} tale che {\displaystyle f(x)=y}; infatti tale {\displaystyle x} esiste per la suriettività, ed è unico per l'iniettività. Inoltre risulta {\displaystyle x=g(y)=g(f(x))} per ogni {\displaystyle x\in X} e {\displaystyle y=f(x)=f(g(y))} per ogni {\displaystyle y\in Y}.

### Inversa destra e suriettività
Una funzione {\displaystyle f\colon X\to Y} ammette un'inversa destra (in alcuni contesti sezione) se esiste una funzione {\displaystyle g\colon Y\to X} tale che
{\displaystyle f\circ g={\text{id}}_{Y}.}
Con l'assioma della scelta, una funzione ammette un'inversa destra se e solo se è suriettiva.

#### Dimostrazione
Sia {\displaystyle f:X\rightarrow Y} una funzione suriettiva. Per ipotesi, per ogni {\displaystyle y\in Y}, {\displaystyle f^{-1}(\{y\})\neq \emptyset }. Sia {\displaystyle F=\{f^{-1}(\{y\})|y\in Y\}}. Sia {\displaystyle c_{h}:F\rightarrow \cup F} una funzione di scelta, la cui esistenza è garantita dall'assioma della scelta. Dunque, per ogni {\displaystyle y\in Y}, {\displaystyle c_{h}(f^{-1}(\{y\})} è un elemento {\displaystyle x\in X} (non necessariamente unico) tale che {\displaystyle f(x)=y}. Si definisce, ora, {\displaystyle g:Y\rightarrow X} tale che {\displaystyle y\mapsto c_{h}(f^{-1}(\{y\}))}. Per concludere, basterà provare che {\displaystyle f\circ g=\mathrm {id} _{Y}}: sia {\displaystyle y\in Y}, allora {\displaystyle (f\circ g)(y)=f(g(y))}, dove {\displaystyle g(y)\in f^{-1}(\{y\})}, da cui {\displaystyle f(g(y))=y}.
Si supponga, ora, che {\displaystyle f} abbia un'inversa destra, cioè esiste una funzione {\displaystyle g:Y\rightarrow X} tale che {\displaystyle f\circ g=\mathrm {id} _{Y}}. Sia {\displaystyle y\in Y}, si dovrà trovare un elemento {\displaystyle x\in X} tale che {\displaystyle f(x)=y}. Ponendo {\displaystyle x=g(y)}, si ha {\displaystyle f(x)=f(g(y))=(f\circ g)(y)=\mathrm {id} _{Y}(y)=y}.
L'inversa destra di una funzione non è unica: ad esempio la funzione {\displaystyle f\colon \mathbb {R} \to \mathbb {R} ^{+}} definita da {\displaystyle f(x)=x^{2}} ammette come inversa destra qualunque funzione {\displaystyle g\colon \mathbb {R} ^{+}\to \mathbb {R} } che per ogni {\displaystyle x\in \mathbb {R} ^{+}} soddisfi {\displaystyle g(x)={\sqrt {x}}} oppure {\displaystyle g(x)=-{\sqrt {x}}}.

### Inversa sinistra ed iniettività

Grafico di una funzione reale di variabile reale non iniettiva, quindi non invertibile

Una funzione {\displaystyle f\colon X\to Y} ammette un'inversa sinistra (in alcuni contesti retrazione) se esiste una funzione {\displaystyle h\colon Y\to X} tale che
{\displaystyle h\circ f={\text{id}}_{X}.}
Una funzione ammette un'inversa sinistra se e solo se è iniettiva.

#### Dimostrazione
Sia {\displaystyle f:X\rightarrow Y}, con {\displaystyle X\neq \emptyset }, e si supponga che {\displaystyle f} abbia un'inversa sinistra. Sia {\displaystyle g:Y\rightarrow X} tale che {\displaystyle g\circ f=\mathrm {id} _{X}}. Essendo la funzione identità sull'insieme {\displaystyle X}, {\displaystyle \mathrm {id} _{X}}, una funzione iniettiva (in realtà è una funzione biiettiva), segue che {\displaystyle g\circ f} è una funzione iniettiva. Siano {\displaystyle x_{1},x_{2}\in X} tali che {\displaystyle f(x_{1})=f(x_{2})}. Allora {\displaystyle x_{1}=\mathrm {id} _{X}(x_{1})=(g\circ f)(x_{1})=g(f(x_{1}))=g(f(x_{2}))=(g\circ f)(x_{2})=\mathrm {id} _{X}(x_{2})=x_{2}}. In altre parole, {\displaystyle f} è una funzione iniettiva.
Sia {\displaystyle f:X\rightarrow Y}, con {\displaystyle X\neq \emptyset }, una funzione iniettiva. Si costruirà, ora, una funzione {\displaystyle g:Y\rightarrow X} tale che {\displaystyle g\circ f=\mathrm {id} _{X}}, ovvero si costruirà un'inversa sinistra. Per ogni {\displaystyle y\in \{f(x)\in Y|x\in X\}\subseteq Y}, essendo {\displaystyle f} una funzione iniettiva, esiste un unico {\displaystyle x\in X} tale che {\displaystyle f(x)=y}: si definisce {\displaystyle g(y):=x}. Viceversa, per ogni {\displaystyle y\not \in \{f(x)\in Y|x\in X\}}, sia {\displaystyle x_{0}\in X} (tale elemento esiste, in quanto {\displaystyle X\neq \emptyset }): si definisce {\displaystyle g(y):=x_{0}}. In tal modo, la funzione {\displaystyle g:Y\rightarrow X} così costruita è ben definita, e per ogni {\displaystyle x\in X}, si ha {\displaystyle (g\circ f)(x)=(g(f(x))=x=\mathrm {id} _{X}(x)}.
L'inversa sinistra di una funzione non è unica: ad esempio la funzione {\displaystyle f\colon \mathbb {Z} \to \mathbb {R} } definita da {\displaystyle f(x)=x} ammette come inversa sinistra qualunque funzione {\displaystyle h\colon \mathbb {R} \to \mathbb {Z} } la cui restrizione agli interi sia l'identità, ovvero che per ogni {\displaystyle x\in \mathbb {Z} } soddisfi {\displaystyle h(x)=x}.

### Inversa e biiettività
Se {\displaystyle f} ammette sia un'inversa destra {\displaystyle g} che un'inversa sinistra {\displaystyle h}, allora {\displaystyle f} è invertibile con inversa {\displaystyle f^{-1}=g=h}:
{\displaystyle h=h\circ {\text{id}}_{Y}=h\circ (f\circ g)=h\circ f\circ g=(h\circ f)\circ g={\text{id}}_{X}\circ g=g.}
Applicando le proprietà precedenti, risulta:
una funzione è invertibile (a destra e a sinistra) se e solo se è biiettiva (iniettiva e suriettiva).

## Categorie e gruppi

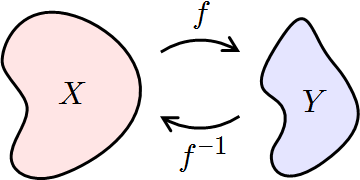

Nel linguaggio delle categorie, la funzione inversa {\displaystyle f^{-1}} è il morfismo inverso di {\displaystyle f} all'interno della categoria degli insiemi.
Nel linguaggio dei gruppi, se {\displaystyle f\colon X\to X} è invertibile, allora la funzione inversa {\displaystyle f^{-1}} è l'elemento inverso di {\displaystyle f} nel gruppo delle permutazioni di {\displaystyle X}.

## Proprietà

### Composizione di funzioni

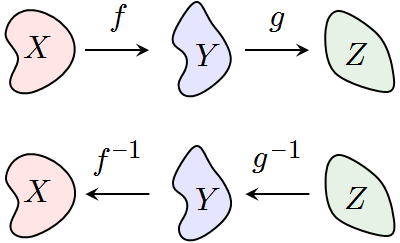

Se {\displaystyle f\colon X\to Y} e {\displaystyle g\colon Y\to Z} sono invertibili, allora l'inversa della loro composizione è data da
{\displaystyle (g\circ f)^{-1}=f^{-1}\circ g^{-1},}
cioè si compongono le inverse a ordine invertito. Infatti
{\displaystyle (f^{-1}\circ g^{-1})\circ (g\circ f)=f^{-1}\circ g^{-1}\circ g\circ f=f^{-1}\circ (g^{-1}\circ g)\circ f=f^{-1}\circ {\text{id}}_{Y}\circ f=f^{-1}\circ f={\text{id}}_{X}}
e
{\displaystyle (g\circ f)\circ (f^{-1}\circ g^{-1})=g\circ f\circ f^{-1}\circ g^{-1}=g\circ (f\circ f^{-1})\circ g^{-1}=g\circ {\text{id}}_{Y}\circ g^{-1}=g\circ g^{-1}={\text{id}}_{Z}}
Ad esempio, la funzione
{\displaystyle {\begin{array}{cccccc}g\circ f\colon &\mathbb {R} &{\stackrel {f}{\to }}&\mathbb {R} &{\stackrel {g}{\to }}&\mathbb {R} ,\\&x&\mapsto &3x&\mapsto &3x+5,\end{array}}}
ha come inversa la funzione
{\displaystyle {\begin{array}{cccccc}f^{-1}\circ g^{-1}\colon &\mathbb {R} &{\stackrel {g^{-1}}{\to }}&\mathbb {R} &{\stackrel {f^{-1}}{\to }}&\mathbb {R} ,\\&x&\mapsto &x-5&\mapsto &{\frac {1}{3}}(x-5).\end{array}}}

### Involuzioni
Se una funzione è l'inversa di se stessa si dice che è un'involuzione. Un esempio è il coniugio complesso:
{\displaystyle {\begin{array}{cccc}u\colon &\mathbb {C} &\to &\mathbb {C} ,\\&z=x+iy&\mapsto &{\bar {z}}=x-iy.\end{array}}}

### Grafico

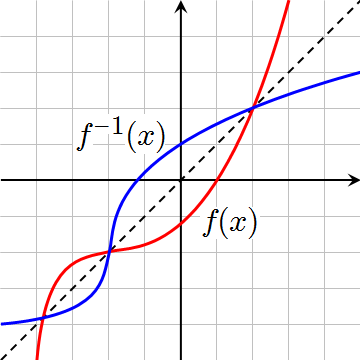
I grafici di e sono simmetrici rispetto alla bisettrice del primo e terzo quadrante

Se {\displaystyle f\colon X\to Y} è invertibile, allora per ogni coppia {\displaystyle (x_{0},y_{0})\in X\times Y} sono equivalenti le affermazioni:
- {\displaystyle (x_{0},y_{0})} appartiene al grafico di {\displaystyle f}, {\displaystyle \Gamma (f)=\{(x,y)\in X\times Y\mid y=f(x)\};}
- {\displaystyle (y_{0},x_{0})} appartiene al grafico di {\displaystyle f^{-1}}, {\displaystyle \Gamma (f^{-1})=\{(y,x)\in Y\times X\mid x=f^{-1}(y)\}.}

Infatti ogni funzione {\displaystyle f\colon X\to Y} è una relazione {\displaystyle R} tra i due insiemi {\displaystyle X} e {\displaystyle Y}, che può essere identificata con l'insieme delle coppie che sono in relazione, {\displaystyle R=\{(x,y)\in X\times Y\mid xRy\}}, ovvero con il grafico della funzione. La relazione inversa è semplicemente la simmetrica, {\displaystyle ySx} se e solo se {\displaystyle xRy}; dunque
{\displaystyle S=\{(y,x)\in Y\times X\mid ySx\}=\{(y,x)\in Y\times X\mid xRy\}}.
In particolare, per funzioni di variabile reale, il grafico della funzione inversa {\displaystyle f^{-1}} è simmetrico del grafico di {\displaystyle f} rispetto alla "diagonale" {\displaystyle y=x} ovvero la retta bisettrice del primo e del terzo quadrante.

### Derivata
In analisi matematica se una funzione reale è invertibile e derivabile in un punto con derivata non nulla, allora anche la sua inversa è derivabile e risulta
{\displaystyle \left(f^{-1}\right)^{\prime }(y)={1 \over f'(x)},\quad {\text{dove }}y=f(x).}
Il teorema della funzione inversa è inoltre un importantissimo teorema che afferma che una funzione con derivata non nulla in un punto è localmente invertibile (cioè la sua restrizione in un opportuno intorno del punto è invertibile).

## Formula per l'inversa
Se una funzione è espressa come composizione di funzioni invertibili, allora la sua inversa può essere ricavata come descritto nel relativo paragrafo.
In particolare, si può ottenere rapidamente un'espressione esplicita per la funzione inversa ricordando che {\displaystyle y=f(x)} è equivalente a {\displaystyle x=f^{-1}(y)}. Dunque è sufficiente esprimere {\displaystyle x} in funzione di {\displaystyle y}
Per esempio, l'inversa della funzione
{\displaystyle {\begin{array}{cccc}f\colon &\mathbb {R} &\to &\mathbb {R} ,\\&x&\mapsto &(2x+8)^{3},\end{array}}}
può essere determinata esplicitamente ricavando
{\displaystyle {\begin{aligned}y&=(2x+8)^{3}\\{\sqrt[{3}]{y}}&=2x+8\\{\sqrt[{3}]{y}}-8&=2x\\{\frac {1}{2}}({\sqrt[{3}]{y}}-8)&=x\end{aligned}}}
Quindi
{\displaystyle {\begin{array}{cccc}f^{-1}\colon &\mathbb {R} &\to &\mathbb {R} ,\\&y&\mapsto &{\frac {1}{2}}({\sqrt[{3}]{y}}-8).\end{array}}}
In ogni caso è necessario definire una funzione inversa: la sottrazione, la divisione e l'estrazione di radice applicate nell'esempio precedente sono definite come le funzioni inverse rispettivamente della somma, della moltiplicazione e dell'elevamento a potenza. Se una funzione invertibile non è esprimibile come composizione di funzioni delle quali sono già state definite le funzioni inverse, allora la funzione inversa non potrà essere espressa come composizione di inverse note e dovrà essere definita ex-novo.
Ad esempio, la funzione
{\displaystyle {\begin{array}{cccc}f\colon &[-1,+\infty )&\to &[-e^{-1},+\infty ),\\&x&\mapsto &xe^{x},\end{array}}}
ha un'inversa definita appositamente: il logaritmo prodotto.

## Funzione inversa parziale

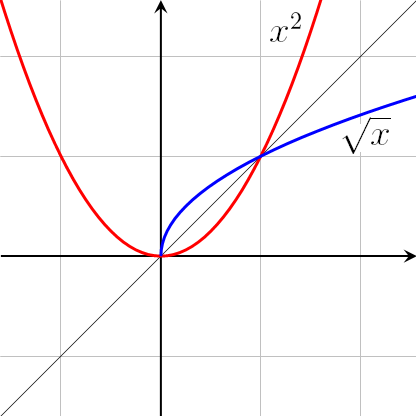
La funzione quadrato, dai reali ai reali, non è invertibile. La sua restrizione, dai reali positivi ai reali positivi, è invertibile con inversa la funzione radice quadrata. Nell'immagine i grafici delle funzioni sono stati entrambi immersi nell'intero piano cartesiano.

Ogni funzione può essere "resa" biiettiva, quindi invertibile, restringendo il suo dominio e il suo codominio, ovvero sostituendo ad essa una nuova funzione con dominio e codominio "più piccoli" e che mantiene una parte delle associazioni. Ad esempio, è sempre possibile restringere il dominio ad un singolo elemento {\displaystyle x} ed il codominio al singolo elemento {\displaystyle y=f(x)}: la funzione così definita:
{\displaystyle {\begin{array}{cccc}{\tilde {f}}\colon &\{x\}&\to &\{y\},\\&x&\mapsto &y,\end{array}}}
è invertibile:
{\displaystyle {\begin{array}{cccc}{\tilde {f}}^{-1}\colon &\{y\}&\to &\{x\},\\&y&\mapsto &x.\end{array}}}
Con questo procedimento si ottiene una funzione diversa da quella di partenza, e la sua funzione inversa non è funzione inversa della funzione originale. Poiché su alcuni elementi si comporta come una funzione inversa, viene considerata una inversa parziale.

### Iniettività
Ogni funzione può essere "resa" iniettiva restringendo il suo dominio: se nel dominio sono presenti due elementi {\displaystyle x_{1}\neq x_{2}} tali che {\displaystyle f(x_{1})=f(x_{2})}, allora la funzione non può essere iniettiva. "Togliendo" {\displaystyle x_{1}} o {\displaystyle x_{2}} dal dominio, quest'ostacolo viene eliminato.
Ad esempio, la funzione
{\displaystyle {\begin{array}{cccc}f\colon &\mathbb {R} &\to &\mathbb {R} ,\\&x&\mapsto &x^{2},\end{array}}}
non è iniettiva, ma la funzione
{\displaystyle {\begin{array}{cccc}{\tilde {f}}\colon &\mathbb {R} ^{+}&\to &\mathbb {R} ,\\&x&\mapsto &x^{2},\end{array}}}
è iniettiva.
Non esiste un'unica restrizione del dominio che renda iniettiva la funzione: per ogni coppia di elementi {\displaystyle x_{1}\neq x_{2}} tali che {\displaystyle f(x_{1})=f(x_{2})}, si può scegliere di escludere dal dominio {\displaystyle x_{1}}, o {\displaystyle x_{2}}, o entrambi.
Nell'esempio indicato, si ottengono funzioni iniettive anche prendendo come dominio {\displaystyle \mathbb {R} ^{-}}, o {\displaystyle [-1,0]\cup [2,3]}.
Nel caso di funzioni reali continue, dove sia possibile applicare una nozione di continuità e di separazione, si usa scegliere come dominio un intervallo massimale e parlare di rami della funzione, e viene convenzionalmente scelto un ramo principale.

### Suriettività
Ogni funzione può essere "resa" suriettiva restringendo il suo codominio: se nel codominio è presente un elemento {\displaystyle y} che non è immagine di alcun elemento del dominio, allora la funzione non può essere suriettiva. "Togliendo" {\displaystyle y} dal codominio, quest'ostacolo viene eliminato.
Ad esempio, la funzione
{\displaystyle {\begin{array}{cccc}f\colon &\mathbb {R} &\to &\mathbb {R} ,\\&x&\mapsto &x^{2},\end{array}}}
non è suriettiva, ma la funzione
{\displaystyle {\begin{array}{cccc}{\tilde {f}}\colon &\mathbb {R} &\to &\mathbb {R} ^{+},\\&x&\mapsto &x^{2}.\end{array}}}
è suriettiva.
Non esiste un'unica restrizione del codominio che renda suriettiva la funzione, ma esiste un'unica restrizione massimale, che contiene tutte le altre: l'immagine, ovvero l'insieme di tutte le immagini degli elementi del dominio,
{\displaystyle {\text{Im}}(f)=f(X)=\{f(x)\mid x\in X\}.}

### Biiettività
Combinando i due metodi indicati, ovvero restringendo tanto il dominio quanto il codominio di una funzione, questa può essere resa sia iniettiva che suriettiva, ovvero biiettiva (e di conseguenza invertibile).
Ad esempio, la funzione
{\displaystyle {\begin{array}{cccc}f\colon &\mathbb {R} &\to &\mathbb {R} ,\\&x&\mapsto &x^{2},\end{array}}}
non è invertibile, ma la funzione
{\displaystyle {\begin{array}{cccc}{\tilde {f}}\colon &\mathbb {R} ^{+}&\to &\mathbb {R} ^{+},\\&x&\mapsto &x^{2},\end{array}}}
è invertibile.

## Funzione inversa generalizzata
Non tutte le funzioni sono invertibili, ma ad ogni elemento del codominio può essere associata la sua controimmagine (o fibra), indicata talvolta con abuso di notazione
{\displaystyle f^{-1}(y)=f^{-1}(\{y\})=\{x\in X\mid f(x)=y\}.}
Quest'associazione definisce una funzione, detta funzione inversa generalizzata, tra il codominio e l'insieme delle parti del dominio
{\displaystyle {\begin{array}{cccc}f^{-1}\colon &Y&\to &{\mathcal {P}}(X),\\&y&\mapsto &\{x\in X\mid f(x)=y\}.\end{array}}}

## Inversa come relazione
Ogni funzione è una relazione tra due insiemi, ed è invertibile nel senso delle relazioni: {\displaystyle xRy} se e solo se {\displaystyle ySx}.
La relazione inversa non è una funzione, se la funzione di partenza non è invertibile.
Se però la funzione di partenza è suriettiva, allora per ogni elemento {\displaystyle y\in Y} del codominio esiste almeno un elemento del dominio {\displaystyle x\in X} tale che {\displaystyle y=f(x)}, ovvero {\displaystyle x=f^{-1}(y)}. Questo elemento non è necessariamente unico, se {\displaystyle f} non è iniettiva. In questo caso {\displaystyle f^{-1}} non è una funzione (non è univoca), ma è una funzione multivoca, o multifunzione.